# Lahijan
Lahijan (persiska لاهيجان) är en stad i norra Iran. Den ligger i provinsen Gilan och har cirka 100 000 invånare. Närmast större stad är Rasht, som ligger några mil västerut. 